# Thomas Keneally
Thomas Michael Keneally (7 de outubro de 1935) é um romancista, dramaturgo e autor de não-ficção australiano. Ele é mais conhecido por ter escrito o livro Schindler's Ark, vencedor do Booker Prize de 1982 que foi inspirado nos relatos de Poldek Pfefferberg, um sobrevivente do Holocausto. O livro viria a ser adaptado para o cinema por Steven Spielberg em A Lista de Schindler, que ganhou o Oscar de Melhor Filme.